# Melicytus
Melicytus é um género botânico pertencente à família Violaceae.

## Espécies
- Melicytus crassifolius
- Melicytus dentatus
- Melicytus flexuosus B.P.J.Molloy & A.P.Druce
- Melicytus ramiflorus, J.R. & G. Forster

1. ↑  «Melicytus — World Flora Online». www.worldfloraonline.org. Consultado em 19 de agosto de 2020